# أبو فهر محمد بن عبد الله بن الأغلب
أبو فهر محمد بن عبد الله بن الأغلب كان قائد مسلم نشط من عام 832 إلى عام 835. يعتبر أول والٍ عربي في باليرمو، أخوه هو أبو الأغلب إبراهيم بن عبد الله الأغلب.

## السياق التاريخي
لقد شكل الفتح الإسلامي لباليرمو نقطة تحول حاسمة في الفتح الإسلامي لصقلية، حيث حصل المسلمون على قاعدة عسكرية وبحرية مهمة، كما سمحت لهم حيازة المدينة، التي عرفت منذ ذلك الحين باسم المدينة، بتعزيز السيطرة الإسلامية على الجزء الغربي من الجزيرة، والتي أصبحَت مقاطعة أغلبية منتظمة. وفي هذا السياق، تولى أبو فهر محمد بن عبد الله، أول حاكم أغلبي على إمارة صَقلية، الحكم في آذار 832م، ووصل إلى باليرمو المسلمة ليحل محل عثمان بن قهرب. مُنحت المقاطعة الصقلية الجديدة منذ البداية استقلالًا معتدلًا عن القيروان، بينما ظل جزء كبير من وسط شرق صقلية تحت السيطرة البيزنطية.

## حاكم صقلية
كان أبو فهر ابن عم زيادات الله أمير القيروان، وقد تميز في حرب فتح صقلية. وعندما سقطت مدينة باليرمو في أيدي المسلمين، قرر زيادات تعيينه رئيسًا للمدينة الصقلية الجديدة، فأنشأ تدريجيًا هيكلًا إداريًا منظمًا. كان من الضروري بالنسبة لأمير القيروان أن يكون لديه شخص موثوق به في صقلية لمنع المطالبات الإسبانية والاستقلالية المحتملة. جاء أبو فهر إلى صقلية لتهدئة الخلافات بين الجماعات العرقية الإسلامية المختلفة التي تشكلت من الإفريقيين (التونسيين وشمال أفريقيا) والأندلسيين.
بعد سلسلة من القادة العسكريين الذين أداروا عمليات فتح صقلية من عام 827 حتى بداية عام 832، تولى أبو فهر محمد لقب الحاكم أو صاحب (رئيس) ووفقًا للمؤرخين العرب، يُعتبر أول حاكم مسلم لصقلية وكذلك أول حاكم من سلالة الأغالبة في الجزيرة.

### الحملات العسكرية في عامي 834 و835
ولم ترد أنباء عن أي عملية عسكرية في صقلية خلال العامين التاليين لفتح باليرمو. ومن المرجح أن المسلمين كانوا منشغلين بتنظيم ولايتهم الجديدة، وركز أبو فهر في البداية على تعزيز الموقف العربي في الجزء الغربي من الجزيرة حيث حقق بعض الانتصارات.
تركزت الاشتباكات بين الغزاة المسلمين والبيزنطيين في عامي 834 و835 في كاستروجيوفاني (إينا)، التي أصبحت القلعة البيزنطية الرئيسة في وسط صقلية. وفي أوائل عام 834، قاد أبو فهر حملة وأجبر الحامية البيزنطية على التراجع داخل تحصينات المدينة. هزم البيزنطيين في الميدان في 834-835، الذين أجبروا على التراجع. وفي عام 835 شن البيزنطيون هجومًا مضادًّا، لكن المسلمين خرجوا منتصرين، وأسروا زوجة وابن القائد البيزنطي كي يقايضوهم. وقد شجعت انتصارات المسلمين أبا فهر على توسيع العمليات العسكرية، ونهبت قواته الجزء الشرقي من الجزيرة حول طبرمين.
وفي العام نفسه تعرض أبو فهر لمؤامرة واغتيل في باليرمو بسبب خلافات سياسية وإدارية داخلية، ولجأ قاتلوه إلى البيزنطيين.
بعد اغتيال أبي فهر، أرسل الأمير زيادة الله الفضل بن يعقوب حاكمًا مؤقتًا على صقلية.

## ملحوظات
1. 1 2 3
2. ↑  Biblioteca arabo-sicula (بالإيطالية). E. Loescher. 1881. p. 7. Archived from the original on 2023-11-03.
3. ↑  Carretto, Giacomo E.; Jacono, Claudio Lo; Ventura, Alberto (1982). Maometto in Europa: Arabi e Turchi in Occidente, 622-1922 (بالإيطالية). A. Mondadori. p. 264. Archived from the original on 2023-11-03.
4. 1 2 3 4 5 6  Tobias, Norman (2007). Basil I, Founder of the Macedonian Dynasty: A Study of the Political and Military History of the Byzantine Empire in the Ninth Century (بالإنجليزية). Edwin Mellen Press. p. 186. ISBN:978-0-7734-5405-7. Archived from the original on 2023-11-03.
5. 1 2  Curta, Florin; Holt, Andrew (28 novembre 2016). Great Events in Religion [3 volumes]: An Encyclopedia of Pivotal Events in Religious History [3 volumes] (بالإنجليزية). Bloomsbury Publishing USA. p. 832. ISBN:979-8-216-09187-5. Archived from the original on 2023-11-03. {{استشهاد بكتاب}}: تحقق من التاريخ في: |تاريخ= (help)
6. ↑  Agnello, Giuseppe (1969). Palermo bizantina (بالإيطالية). Hakkert. p. 51. Archived from the original on 2023-11-03.
7. 1 2
8. ↑  Hamm, Jean Shepherd (25 novembre 2009). Term Paper Resource Guide to Medieval History (بالإنجليزية). Bloomsbury Publishing USA. p. 113. ISBN:978-0-313-35968-2. Archived from the original on 2023-11-03. {{استشهاد بكتاب}}: تحقق من التاريخ في: |تاريخ= (help)
9. 1 2 3 4  Salierno, Vito (2006). I musulmani in Italia, secoli IX-XIX (بالإيطالية). Capone. p. 31. ISBN:978-88-8349-080-4. Archived from the original on 2023-11-03.
10. 1 2  Storia politica d'Italia (بالإيطالية). Casa editrice F. Vallardi. 1897. p. 477. Archived from the original on 2023-11-03.
11. ↑  Sciacca, Giovanni Crisostomo (2004). Fonti per una storia di Tindari e Patti: dal mito ai corsari (بالإيطالية). L'ERMA di BRETSCHNEIDER. p. 208. ISBN:978-88-8265-263-0. Archived from the original on 2023-11-03.
12. ↑  Bellafiore, Giuseppe (1990). Architettura in Sicilia nelle età islamica e normanna (827-1194) (بالإيطالية). A. Lombardi. p. 10. ISBN:978-88-7177-010-9. Archived from the original on 2023-11-03.
13. 1 2
14. 1 2  Romano (Giacinto) (1900). *Storia politica d'Italia scritta da una società di professori: Le dominazioni barbariche in Italia (بالإيطالية). F. Vallardi. p. 477. Archived from the original on 2023-11-03.
15. ↑  Islamic Surveys (بالإنجليزية). Edinburgh University Press. Vol. 10. 1962. p. 11. ISBN:978-0-85224-274-2. Archived from the original on 2023-11-03.

## فهرس
- Amari, Michele (1854). Storia dei musulmani (بالإيطالية). F. Le Monnier. Vol. 1. Archived from the original on 2023-11-03.
- Sanfilippo, Pietro (1859). Compendio della storia di Sicilia (بالإيطالية). Fratelli Pedone Lauriel. Archived from the original on 2023-11-03.

| المناصب السياسية   | المناصب السياسية                          | المناصب السياسية    |
| ------------------ | ----------------------------------------- | ------------------- |
| سبقه عثمان بن قهرب | والٍ أغلبي على جنوب إيطاليا وصقلية 820–821 | تبعه الفضل بن يعقوب |